# ويكس
ويكس (1795 بإنجلترا في المملكة المتحدة - ) (بالإنجليزية: Wicks)‏ هو لاعب كريكت بريطاني. لعب مع Cambridge Town Club ‏.